# Чжан Лу
Чжан Лу (кит. трад. 張魯, упр. 张鲁, пиньинь Zhāng Lǔ; ? — 216) — даосский патриарх школы Пяти Ковшей Риса (известна позже как Школы Небесных Наставников), внук первого патриарха Чжан Даолина и сын второго патриарха Чжан Хэна.
Его мать, согласно традиционным описаниям, владела демоническими силами и выглядела очень молодо, она была в близких отношениях с губернатором провинции Ичжоу  (益州)(Сычуань) Лю Янем (劉焉), что способствовало карьере Чжан Лу.
В 191 году Лю Янь отправил Чжан Лу и Чжан Сю на захват области Ханьчжун (汉中). Чжан Лу убил Чжан Сю, а его сторонники перешли на сторону Чжан Лу.
В области Ханьчжун Чжан Лу создал даосское теократическое государство, о котором сохранилось много сведений, часть обычаев области Ханьчжун вошли в более поздние ритуалы Школы Небесных Наставников.
Известен также своими сочинениями и эзотерическими комментариями Сянъэр на Даодэцзин Лао-цзы.
Чжан Лу был также персонажем известного средневекового исторического романа «Троецарствие».
После того, как Цао Цао провёл кампанию против Ма Чао, он стал воевать против Чжан Лу. Чжан Лу долго держал оборону и капитулировал в 215 году. В результате сложных переговоров Цао Цао признал в нём даосского патриарха, но даосская автономия была ликвидирована, а духовные лидеры Небесных Наставников были переселены. Чжан Лу отправился в столицу, где умер примерно через год после капитуляции.